# Nabój 9 × 23 mm Bergmann-Bayard
9 × 23 mm Bergmann-Bayard (9 mm Largo) – nabój pistoletowy skonstruowany w firmie Theodora Bergmanna, przeznaczony dla pistoletu Bergmann-Bayard. Po przyjęciu tego pistoletu do uzbrojenia armii hiszpańskiej 9 mm Bergmann-Bayard stał się przepisowym nabojem pistoletowym tej armii. Obecnie rzadko stosowany.